# Morgan Lily
Morgan Lily en California, (11 de abril de 2000) es una actriz y modelo estadounidense.

## Filmografía
| Año  | Título                            | Rol                              | Notas                      |
| ---- | --------------------------------- | -------------------------------- | -------------------------- |
| 2005 | Shards                            | Morgan                           |                            |
| 2006 | Welcome to the Jungle Gym         | Kylie                            | Telefilme                  |
| 2007 | CSI: Crime Scene Investigation    | Chloe                            | Episodio: "Living Doll"    |
| 2008 | Henry Poole Is Here               | Millie Stupek                    |                            |
| 2009 | Wetten, dass..?                   | Lilly Curtis                     | Invitada especial          |
| 2009 | He's Just Not That Into You       | Gigi (joven)                     |                            |
| 2009 | Curb Your Enthusiasm              | Niña                             | Episodio: "Oficial Krupke" |
| 2009 | 2012                              | Lilly Curtis                     |                            |
| 2009 | The Bonnie Hunt Show              | Ella misma                       | Invitada especial          |
| 2010 | Mentes criminales                 | Jody Hatchett                    | Episodio: "Solitary Men"   |
| 2010 | Flipped                           | Juli (joven)                     |                            |
| 2011 | Love's Everlasting Courage        | Missie Davis                     | Telefilme                  |
| 2011 | X-Men: primera generación         | Raven Darkholme/Mystique (joven) |                            |
| 2013 | Piper's QUICK Picks               | Ella misma                       | Invitada especial          |
| 2013 | Deadtime Stories                  | Chris Parker                     | Serie de televisión        |
| 2013 | Sticks and Stones                 | Alice                            | Cortometraje               |
| 2014 | The Ugly Life of a Beautiful Girl | Bethany                          |                            |
| 2014 | Shameless                         | Bonnie                           | 4 episodios                |
| 2014 | Cooties                           | Tamra                            |                            |
| 2014 | X-Men: días del futuro pasado     | Raven Darkholme/Mystique (joven) |                            |
| 2015 | Los Juveniles                     | Corie                            |                            |
| 2016 | Grey's Anatomy                    | Jennifer Parker                  | 2 episodios                |
| 2017 | Chicago Med                       | Nancy Leigh                      | 1 episodio                 |
| 2017 | Claws                             | Marnie                           | 2 episodios                |